# 太陽守

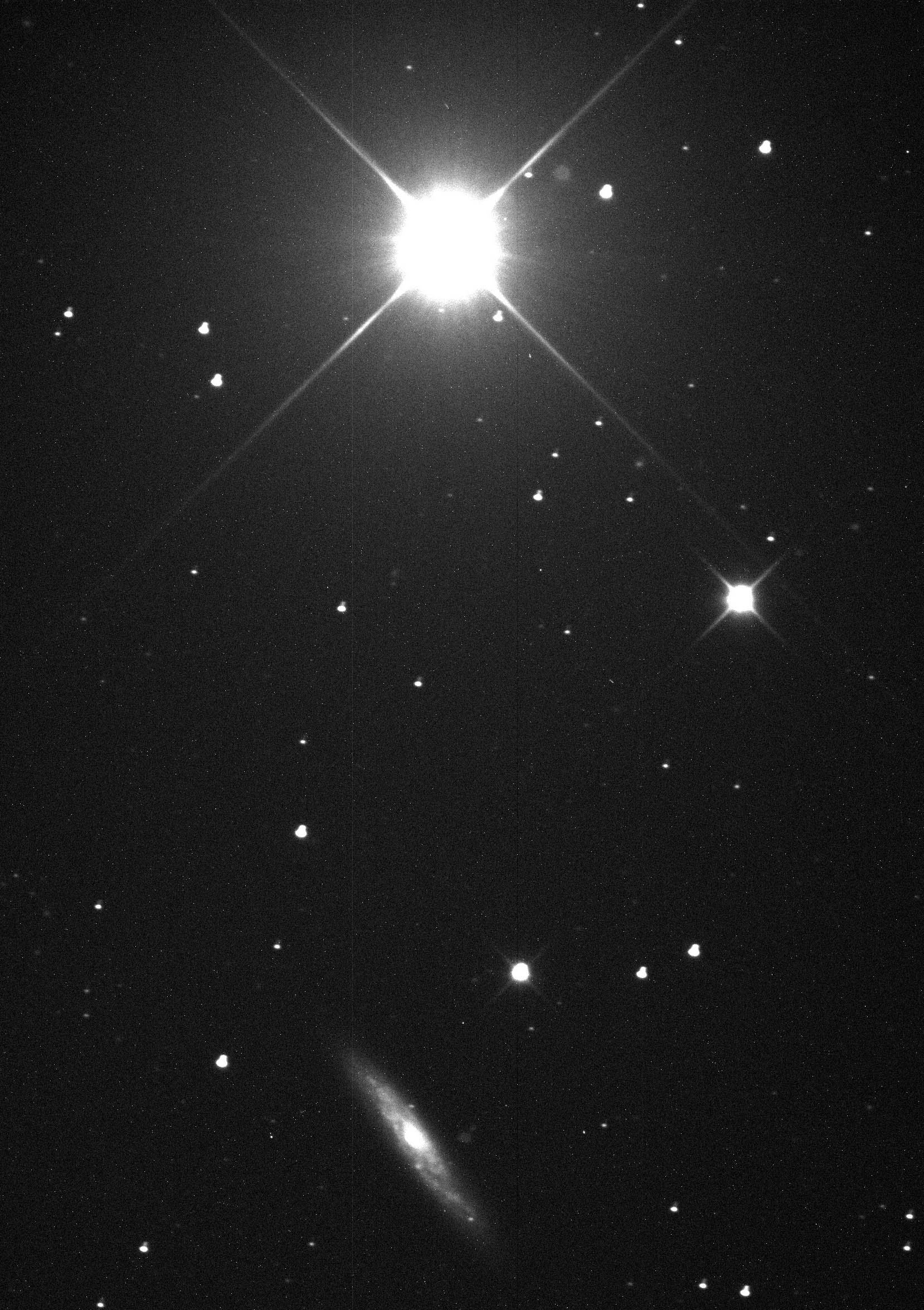
太阳守的照片

大熊座χ，又名BD+48 1966，HD 102224、SAO 43886、HR 4518，是大熊座的一颗恒星，视星等为3.71，位于銀經150.32，銀緯65.72，其B1900.0坐标为赤經11h 40m 46.3s，赤緯+48° 65.72′ 2″。